# Astrachankhanatet
Astrachankhanatet var ett av de khanat som uppstod efter upplösningen av Gyllene horden under loppet av 1400-talet.
Astrachankhanatet kom att komma i krig och konflikt med sina grannar däribland det ryska storfurstendömet Moskva. Det erövrades på 1500-talet av Moskvastaten under Ivan den förskräcklige.
Khanatet etablerades på 1460-talet i Astrachan av Mäxmud av Astrachan. khanatet var beläget i landområdet nordväst om Kaspiska havet, omfattande Volgadeltat. Det rör sig ungefär om samma territorium där den nuvarande Astrachan oblast och delrepubliken Kalmuckien är belägna.